# 拉罗克 (上比利牛斯省)
拉罗克（法語：Larroque，法語發音：[laʁɔk]）是法国上比利牛斯省的一个市镇，属于塔布区。

## 地理
拉罗克（43°18'39"N, 0°29'27"E）面积6.89 平方千米，位于法国奧克西塔尼大區上比利牛斯省，该省份为法国西南部内陆省份，北至热尔省，西接大西洋比利牛斯省，南与西班牙接壤，东临上加龙省。
与拉罗克接壤的市镇（或旧市镇、城区）包括：蒙洛尔-贝尔内、蓬桑苏比朗、巴尔特、卡斯泰尔诺-马尼奥阿克、吉泽里、佩雷圣安德烈、潘图。

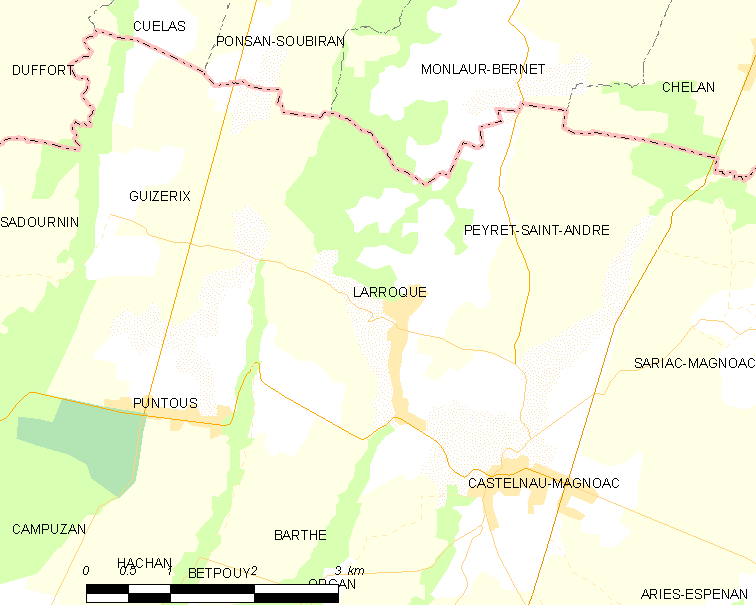
的OSM定位图

拉罗克的时区为UTC+01:00、UTC+02:00（夏令时）。

## 行政
拉罗克的邮政编码为65230，INSEE市镇编码为65263。

## 政治
拉罗克所属的省级选区为山丘县。

## 人口

1962-2008年间人口变化图示

拉罗克于2022年1月1日时的人口数量为98人。